# George L. Drusano
George L. Drusano (*  1949 in Baltimore) ist ein US-amerikanischer Mediziner.
Drusano besuchte die Loyola High School in Baltimore und studierte Physik am Boston College mit dem Bachelor-Abschluss 1971 und danach Medizin an der University of Maryland mit dem Abschluss 1975. Er absolvierte dort seine Facharztausbildung in Innerer Medizin und Infektionskrankheiten (zuletzt als Chief Resident), wurde dort Professor und war ab 1992 Professor am Albany Medical Center, wo er die klinische Pharmakologie leitet. Er ist Direktor des Institute of Therapeutic Innovation der University of Florida.
Drusano untersuchte die Pharmakodynamik von Antibiotika gegen Infektionskrankheiten einschließlich mathematischer Modellierung. Darunter Antibiotika gegen Tuberkulose, Krankenhauskeime wie Pseudomonas aeruginosa, Hepatitis C und andere Viren und Keime bei Biowaffen und Bioterrorismus.
2012 erhielt er den Maxwell Finland Award und 1991 den Rhone-Poulenc Award. 2000 bis 2002 war er Präsident der  International Society for
Anti-Infective Pharmacology (ISAP). Er ist Herausgeber der Sektion Pharmakologie bei der Zeitschrift Antimicrobial Agents and Chemotherapy.